# Chileros de Xalapa
Los Chileros de Xalapa es un equipo de béisbol que compite en la Liga Invernal Veracruzana con sede en Xalapa, Veracruz, México.

## Historia

### Inicios
Los Chileros tuvieron sus inicios en la primera etapa de la Liga Invernal Veracruzana, en la década de los 50 se forjaron grandes rivalidades con los Pericos de Puebla y los Cafeteros de Córdoba.
Para la temporada de 1955, la dirigencia firmó un contrato de trabajo con la organización de los Gigantes de Nueva York, Gigantes de San Francisco  de las Grandes Ligas. Los convenios entre ambas instituciones hicieron posible el reforzamiento del equipo con jóvenes prospectos estadounidenses, destacando peloteros como Ray Jenkins, Neil Roberts y Leon Wagner.
En su rica historia, la novena capitalina ha tenido entre sus filas a peloteros de la talla de "Beto" Ávila, Martín Dihigo, Roy “Chiltepín” Parker, entre otros.
Cabe destacar que la organización xalapeña siempre ha sido uno de los equipos protagonistas en esta nueva etapa del circuito invernal, y en su primera temporada disputó la Serie Final ante los Broncos de Cosamaloapan en donde cayeron de manera apretada por 4 juegos a 3.
Sin embargo, obtuvieron el campeonato en la temporada 2007-2008 bajo la dirección del mánager Rafael "Chivigón” Castañeda. Y se coronaron por segunda ocasión en la 2010-2011 esta vez bajo el mando de Shammar Almeida.

### Actualidad
En la actualidad los Chileros participan en la Liga Veracruzana Estatal de Béisbol.
Se coronaron como los primeros campeones del circuito al derrotar en la Serie Final a los Petroleros de Minatitlán por 2 juegos a 0, bajo la conducción del mánager Francisco Rivera.

## Jugadores

### Roster actual
Actualizado al 11 de diciembre de 2018.
"Temporada 2018-2019"
| Lanzadores: - # René Coss - # Alexis Lara - # Eduard Reyes - # Jesús García - # Marco Quevedo - # Jonathan Vargas - # Irvin Rodríguez - # Emmanuel Quiñones - # Raúl de los Reyes - # Erick Preciado - # Julio César Muñiz - # Daniel Lobato - # Luis Fernando Vázquez Lizárraga - # José Piña Receptores: - # Danny Taveras - # Jesús Alan Espinosa |  | Jugadores de Cuadro: - # Oscar Soto - # Kevin Flores - # Kevin Lamas - # Héctor Hernández - # Eduardo Arredondo - # Maico Jaime - # Kristian Delgado Jardineros: - # Serafín Rodríguez - #'Sergio Pérez - # Allan García - # Erubiel Conde - # José Chávez Mánager: # Juan Carlos Hernández |

### Jugadores destacados
- "Beto" Ávila.
- Martín Dihigo.